# Moskovski konzervatorij
Moskovski konzervatorij, službenim imenom Moskovski državni konzervatorij Petra Iljiča Čajkovskog, jedna je od najuglednijih visokih glazbenih škola u svijetu. Utemeljio ga je 1886. godine glasoviti ruski pijanist Nikolaj Rubinstein, a prvim profesorom na Konzervatoriju bio je imenovan skladatelj Petar Iljič Čajkovski, po kojem Konzervatorij od 1940. i nosi njegovo ime.
Konzervatorij je iznjedrio najveća imena ruske, sovjetske, ali i svjetske glazbe 20. stoljeća, a među inima i Arama Hačaturjana, Svjatoslav Richter, Sergej Prokofjev, Mstislav Rostropovič, Konstantin Nikolajevič Igumnov, Ivo Pogorelić, Valter Dešpalj, a i danas je rasadnik vrhunskih glazbenika.

## Vanjske poveznice
- Službene stranice Konzervatorija

|  | Zajednički poslužitelj ima još gradiva o temi Moscow Conservatory |